# Dig!
Dig! è un documentario diretto da Ondi Timoner, e prodotto da O. Timoner, Vasco Nunes e David Timoner. Ricavato da ben sette anni di riprese, documenta lo sviluppo delle carriere e il rapporto di amore-odio fra le band The Dandy Warhols e The Brian Jonestown Massacre e fra i rispettivi leader Courtney Taylor-Taylor e Anton Newcombe. Nel 2004 la pellicola ha vinto il Gran Premio della Giuria nella sezione documentari al Sundance Film Festival.

## Cast
The Brian Jonestown Massacre
- Anton Newcombe
- Joel Gion
- Matt Hollywood
- Jeffrey Davies
- Peter Hayes
- Dean Taylor

The Dandy Warhols
- Courtney Taylor-Taylor
- Peter Holmström
- Zia McCabe
- Brent DeBoer
- Eric Hedford

Altri interpreti
- David LaChapelle
- Genesis P-Orridge
- Adam Shore

## Reazioni
Taylor-Taylor, Newcombe e Peter Holmstrom hanno tutti criticato il film in quanto iniquo nel raffigurare in particolare la persona di Newcombe e più in generale i Brian Jonestown Massacre. Nel sito web della band il film venne denunciato per aver ridotto molti anni di duro lavoro a "una serie di risse e di incidenti". Courtney Taylor-Taylor in un'intervista ha dichiarato: "È un film, non un documentario, lei (Timoner) ha inventato una trama laddove non c'era nessuna trama, pescando qua e là in 8 anni di riprese". Holmstrom ha reso dichiarazioni in cui si critica l'uso da parte di Timoner di alcune riprese che a suo parere sarebbe stato meglio non utilizzare, aggiungendo che, pur considerando Dig! "un buon film", lui lo avrebbe realizzato diversamente.

## Critica
Il film ha ricevuto una buona accoglienza da parte della maggior parte della critica